# Strzelectwo na Letnich Igrzyskach Olimpijskich 1896 – pistolet dowolny, 30 m
Do konkurencji przystąpiło 5 zawodników z 3 państw. Z ogromną przewagą zwyciężył Sumner Paine ze Stanów Zjednoczonych. 2 miejsce zajął Duńczyk, a trzecie – reprezentant gospodarzy, Joanis Frangoudis. Konkurencja została rozegrana 11 kwietnia.

## Wyniki
| lp. | Zawodnik          | Kraj              | Wynik    | 1        | 2        | 3        | 4        | 5        |
| --- | ----------------- | ----------------- | -------- | -------- | -------- | -------- | -------- | -------- |
| 1.  | Sumner Paine      | Stany Zjednoczone | 442      | 76       | 64       | 80       | 120      | 102      |
| 2.  | Holger Nielsen    | Dania             | 285      | 12       | 85       | 62       | 24       | 100      |
| 3.  | Joanis Frangudis  | Królestwo Grecji  | nieznany | nieznane | nieznane | nieznane | nieznane | nieznane |
| 4.  | Nikolaos Morakis  | Królestwo Grecji  | nieznany | nieznane | nieznane | nieznane | nieznane | nieznane |
| 5.  | Jeorjos Orfanidis | Królestwo Grecji  | nieznany | nieznane | nieznane | nieznane | nieznane | nieznane |